# Jeskyně slov (Holan)
Jeskyně slov (cz. Jaskinia słów) – pierwszy tom dzieł zebranych (Sebrané spisy) czeskiego poety Vladimíra Holana, opublikowany w 1965 nakładem państwowego wydawnictwa literatury pięknej, muzyki i sztuki (Státní nakladatelství krásné literatury, hudby a umění). Pieczę edytorską sprawował Vladimír Justl, znawca poezji Holana. Ilustracje sporządził Josef Šíma. Tom zawiera wiersze poety ze zbiorków opublikowanych  przed II wojną światową, Triumf smrti, Vanutí, ObloukV , Kameni, přicházíš..., Záhřmotí i Mozartiana. Został wznowiony w 1999.
Podział na tomy zastosowany w dziełach zebranych Holana stał się podstawą polskiej edycji utworów  poety, tomu Płacz symbolów z 1978.